# Luci Tul·li
Luci Tul·li (en llatí Lucius Tullius) va ser un militar romà del segle i aC. Formava part de la gens Túl·lia, una antiga gens romana procedent d'Alba Longa.
Va ser legat de Ciceró durant el seu govern a Cilícia l'any 51 aC. Va rebre el càrrec per influència de Quint Titini i probablement de Tit Pomponi Àtic, de qui era amic. La seva conducta no obstant no va donar satisfacció a Ciceró que en va expressar alguna queixa. En una carta l'anomena Lucius Tulleius probablement un error per Lucius Tullius.